# ニューヘイブン (コネチカット州)
ニューヘイブン（英: New Haven、英語発音: [ˌnjuː ˈheivn] ニュー・ヘイヴン）は、アメリカ合衆国コネチカット州南部に位置する都市。人口は13万4023人（2020年） で、ブリッジポート、スタンフォードに続く州第3の都市である。ニューヘイブン郡1郡からなる都市圏は約85万人（2020年）である。
ニューヘイブンはイェール大学がキャンパスを構える学術都市として有名である。また、市内にニレ（エルム）の木が多く立っていることから、The Elm City（エルムの街）という別名を持っている。このニレをはじめとした緑の多い、全米最初の計画都市のひとつとしても知られている。
ニューヘイブンは大統領ゆかりの街でもある。ジョージ・ウォーカー・ブッシュは父ジョージ・ハーバート・ウォーカー・ブッシュがイェール大学在学中にこのニューヘイブンで生まれた。ビル・クリントンは、イェール大学のロー・スクール在学中にヒラリー・クリントンと出会い、このニューヘイブンで暮らした。
変わったところでは、ニューヘイブンはイタリア系移民が多く住んでいたことから、アメリカ合衆国におけるピザ発祥の地のひとつとしても知られる（Frank Pepeが有名）。また、イェール大学の学生がFrisbeeという社名の入ったパイ皿を逆さにして投げて遊んでいたことがフライングディスク（フリスビー）の原型となったことから、フリスビー社が本社を構えていたブリッジポートとともに、フライングディスク発祥の地とも呼ばれている。

## 歴史

### 植民地時代
ヨーロッパ人が入植する前は、この地にはクィニピアック族（Quinnipiack）のネイティブ・アメリカンが住んでいた。クィニピアック族は湾の奥に村をつくり、沿岸では魚を釣り、内陸ではトウモロコシを栽培していた。1614年、この地にオランダ人がやってきて、地元のクィニピアック族とビーバーの毛皮の取引を始めた。しかし取引は安定せず、オランダ人はこの地に入植するには至らなかった。

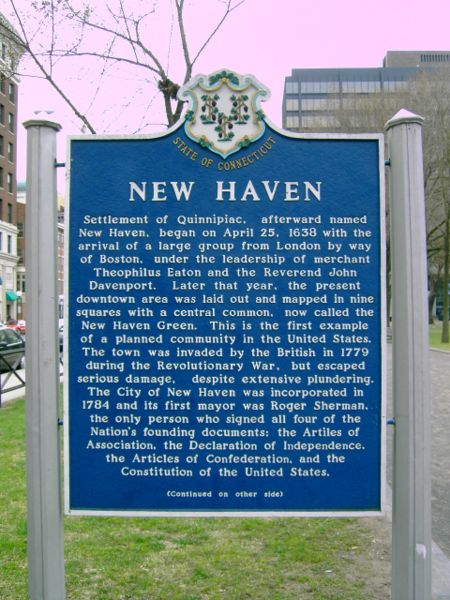
市中心部の公園、ニューヘイブン・グリーンの端に立っている看板。ニューヘイブンの歴史が記されている。

1638年4月、イングランド人牧師ジョン・ダベンポート（John Davenport）とロンドンの商人セオフィラス・イートン（Theophilus Eaton）に率いられ、500人の清教徒たちがマサチューセッツ湾植民地を発ち、船でこの地にたどり着いた。湾が天然の良港であったため、彼らはこの地にマサチューセッツを超える宗教コミュニティを築くことを望み、都市計画を立てた。一方、クィニピアック族は近隣に住むペコット族（Pequot）の攻撃から自分たちを守ることを条件に、入植者たちに土地を売り払った。
1640年頃までには、町の神政府と碁盤の目のように区画された街路に象徴される都市計画が実行に移されていた。また町の名もクィニピアックからニューヘイブンに改められた。町はニューヘイブン植民地の主都となった。この頃はニューヘイブンはハートフォードを中心とするコネチカット植民地とは別個に存在していた。しかし、1646年にニューヘイブン植民地は経済危機に見まわれた。イングランドに向けて貨物を満載した船が植民地に戻らなかったのである。この事件によりニューヘイブンの貿易拠点としての地位は低下し、ボストンやニューアムステルダム（現在のニューヨーク）に大きく水をあけられることになった。
1660年、ダベンポートの願いは遂に叶い、その3年前に死去したエドワード・ホプキンスの遺産約1,000ポンドを投じてホプキンス学園が創立された。1661年、チャールズ1世の死亡宣告書に署名した判事がチャールズ2世に「国王殺しの大罪人」として追われ、このニューヘイブンに逃げてきた。ダベンポートはこの3名の判事をかくまい、町の北西に連なるウェスト・ロックに住まわせた。現在のニューヘイブンでは、これらの判事はThe Three Judgesと呼ばれている。
1664年、イングランドの政治的圧力により、ニューヘイブン植民地はコネチカット植民地に併合された。1701年にニューヘイブンはハートフォードと共にコネチカット植民地の主都となった。この重都制はコネチカットが州に昇格した後も1873年まで続いた。この頃のニューヘイブンは農業を主とした町であった。しかし、1716年にイェール大学が創立地のオールド・セイブルック（Old Saybrook）から移ってくると、ニューヘイブンはハーバード大学のケンブリッジ同様、学術都市としての地位を確立していった。
1世紀以上にわたって、ニューヘイブンの市民はフレンチ・インディアン戦争などでイギリス軍と戦ってきた。やがて独立戦争が開戦した。1775年4月23日、Governor's Foot Guard（総督の足元の護衛）と呼ばれるニューヘイブンの植民地軍がイギリス軍に苦しめられるようになると、彼らは植民地軍の大尉ベネディクト・アーノルド（Benedict Arnold）の指揮の下に火薬庫に押し入って武装し、ケンブリッジに向けて3日間にわたる行進を始めた。他のニューヘイブンの植民地軍は町に残り、ケンブリッジへの道中にニューヘイブンに泊まっていたジョージ・ワシントンの警護にあたった。この4月23日は、ニューヘイブンではPowder House Day（火薬庫の日）と呼ばれ、祝われている。
やがてイギリス軍は当時人口3,500人ほどだったこの町に攻め入ってきたが、ニューイングランドの他地域ほどには被害を受けなかった。そのため、ニューヘイブンには植民地時代の建物や街並みの多くが残されている。

### 独立戦争後

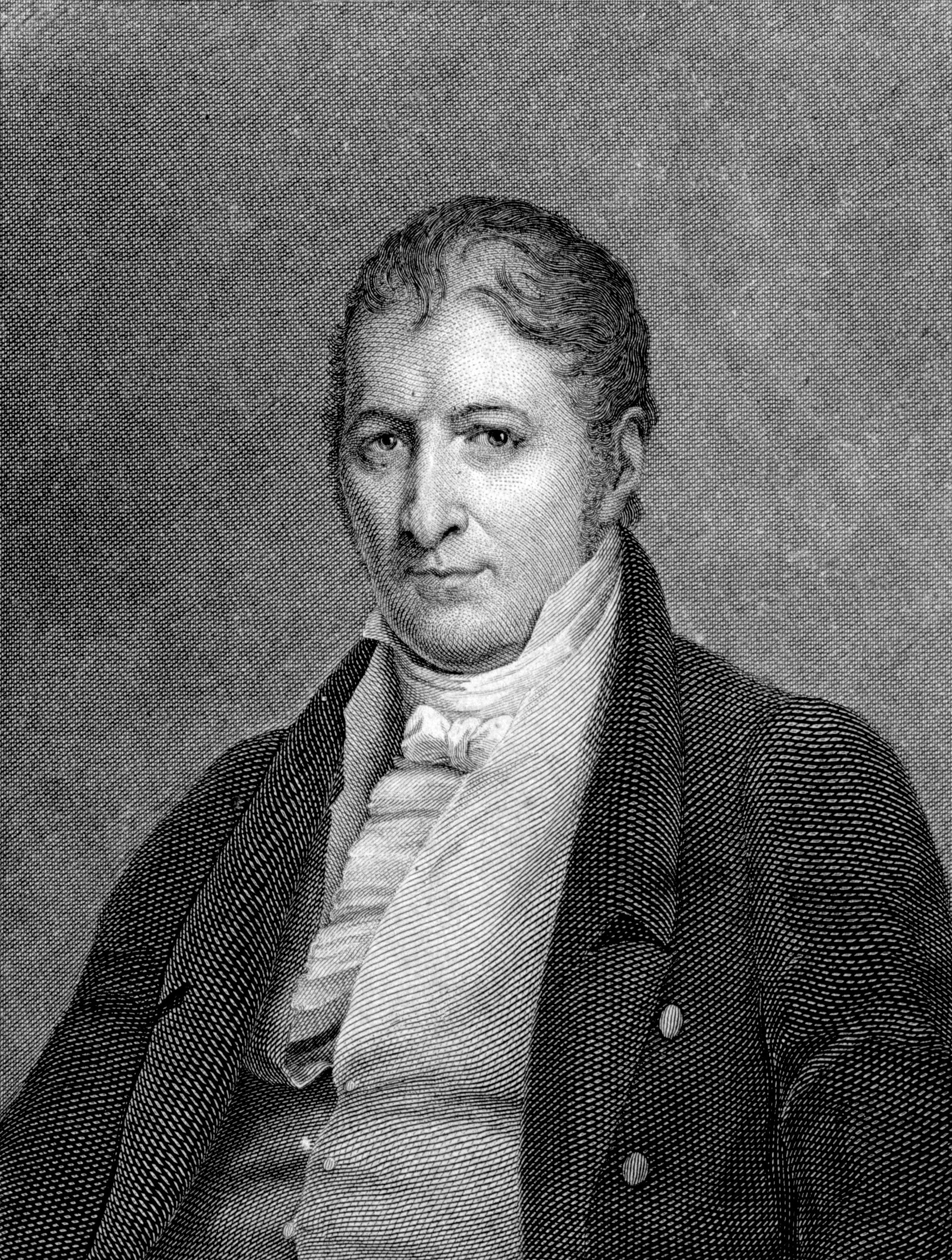
イーライ・ホイットニー

ニューヘイブンは1784年に正式な市になり、アメリカ独立宣言やアメリカ合衆国憲法に署名したロジャー・シャーマンが初代市長に就任した。
18世紀末、イェール大学の卒業生である発明家、イーライ・ホイットニーが綿の紡績機を発明した。また、ホイットニーは市の北部に銃の製造工場を設立した。現在では、この工場はホイットニーの発明品を展示する博物館になっている（後述）。これらの発明品や工場によって、ホイットニーは手間のかかる手工業から抜け出し、産業的な大量生産の概念を生み出した。ホイットニーの手法を用い、コネチカット州は工業州としての発展を遂げていった。1836年には、ホイットニーの工場でサミュエル・コルトが世界初となる自動回転式拳銃を発明した。1800年代初頭にはファーミントン運河（Farmington Canal）が建設され、ニューヘイブンで生産されたこれらの工業製品をコネチカット州の内陸部に輸送する手段が確立された。
1839年、アフリカ大陸で誘拐され、「奴隷」としてスペインの商船アミスタッド号で連れてこられたアフリカ人が船上で反乱を起こし、船を乗っ取るという事件が起きた。彼らはアメリカ合衆国海軍によって逮捕、拘留され、殺人罪と反乱罪、そして奴隷・船・積荷の所有権をめぐる裁判がここニューヘイブンの地方裁判所で始まった（アミスタッド号事件）。2年後の1841年3月9日、連邦最高裁判所の判決によりこれらのアフリカ人は自由の身となり、翌1842年に彼らは故郷のアフリカへ帰還した。この一連の裁判は全米の注目を集め、各所で奴隷廃止の機運が高まった。また、後にニューヘイブンとシエラレオネの首都フリータウンとが姉妹都市提携を結ぶきっかけともなった。現在、市庁舎の横には奴隷の非公式なリーダーであったジョセフ・チンク（Joseph Cinqué）の像が立っている。
南北戦争中、ニューヘイブンは戦争需要によって工業製品の生産が増加し、経済成長を遂げた。またヨーロッパ、特にイタリアからの移民が大量に移入したことにより、南北戦争中から20世紀初頭までに、ニューヘイブンの人口は2倍に増加した。彼らの子孫はニューヘイブンとその周辺に根付き、大規模な民族グループを形成している。ニューヘイブンに隣接するイーストヘイブン、ウェストヘイブン、ハムデンの各市では、現在住民の約半数がイタリア系アメリカ人である。

### 近現代
20世紀に入り、第一次世界大戦の後もニューヘイブンの成長は続いた。この頃の人口増加の要因は主に南部諸州からのアフリカン・アメリカンや、プエルトリコ系の流入であった。南北戦争が終わり、自由の身となっても人種差別の厳しかった南部の州から彼らは移り住んできたのであった。第二次世界大戦の直後、1950年にニューヘイブンの人口は164,443人を数え、ピークに達した。
しかし、1950年代後半にさしかかると、ダウンタウンは再開発や州間高速道路の建設によって取り壊され、全米の多くの他都市同様、郊外への人口流出が始まった。もともと市域が狭く、新たに建てられる家はニューヘイブン市域の外に建てられることが多かったということも、市の人口減少に拍車をかけていた。1960年代から1990年代に至るまで人口は減り続け、経済的にも衰退していった。数々の都市再生計画が立ち上げられたが、いずれも成果は芳しくなかった。市当局とイェール大学とが課税や土地利用をめぐって揉め事を起こすようになったのもこの頃であった。州内のブリッジポートやハートフォード同様、治安も悪化した。
2000年代に入り、ようやくニューヘイブンは持ち直してきている。イェール大学に代表される研究・教育水準の高さを生かし、市は生医学・薬学分野での研究所を誘致しようと働きかけている。ダウンタウンには高層オフィスビルのほか、高級コンドミニアム、各種ショップやバーが建ち並ぶようになり、活気を取り戻した。イェール大学をはじめとする市内の大学や学校は全米から、そして世界中から若者を集め続けている。
しかし40年にもわたる衰退の傷跡は完全には癒えていない。ニューイングランドの他の主要都市同様、ニューヘイブンでは貧困は未だに大きな問題である。2000年の国勢調査では、市の人口の1/4が貧困状態にあるとされている。治安が良くなってきてはいるものの、未だに殺人・強姦などの凶悪犯罪率は全米平均の2倍を超える水準である。また、市域の狭さと人口密度の高さ故に、ニューヘイブンは慢性的な住宅難に陥っている。

## 地理
ニューヘイブンは北緯41度18分36秒 西経72度55分12秒 / 北緯41.31000度 西経72.92000度に位置している。アメリカ合衆国統計局によると、ニューヘイブン市は総面積52.4 km²（20.2mi²）である。このうち48.8 km²（18.9mi²）が陸地で3.6 km²（1.4mi²）が水域である。総面積の6.91%が水域となっている。
ニューヘイブンは水深の深い湾の奥に位置している。市中心部の北東と北西にはそれぞれ赤みがかった玄武岩がそそり立っている。それぞれイースト・ロック（East Rock）、ウェスト・ロック（West Rock）と呼ばれるこれらの岩は公園となっている。州道15号線はウェスト・ロックに掘られたトンネルを通っている。

### 都市概観

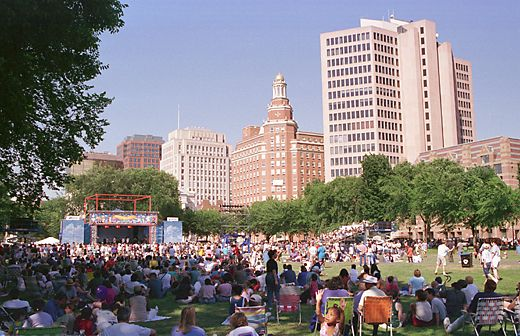
ニューヘイブン・グリーン

ニューヘイブンは1638年に都市計画がなされた全米最初の計画都市のひとつである。都市を創設する段階でニューヘイブンの街路は碁盤の目のように区切られ、中央部には公園が設けられた。現在ニューヘイブン・グリーンと呼ばれているこの公園は都市創設時のレイアウトとほとんど変わっていない。ニューヘイブン・グリーンには3棟の歴史的な教会堂が建っており、都市創設当初の宗教色の強さがうかがえる。現在では、ニューヘイブン・グリーンは市中心部のオープン・スペースとして、憩いの場として、あるいはイベント会場として使われている。1970年、ニューヘイブン・グリーンは国の歴史的ランドマークに指定された。
近年の都市再開発により、ニューヘイブン・グリーンを囲むように高層オフィスビルやホテル、ショッピングセンターなどが建ち並ぶようになった。このダウンタウンと海岸沿いのロングワーフ地区（Long Wharf）はニューヘイブンで最も経済の再活性化に成功した地区である。また、ニューヘイブン・グリーンの西隣にはイェール大学がキャンパスを構えており、同大学の建物が建ち並んでいる。
2018年8月15日、ニューヘイブン・グリーン内で合成大麻を使用していた60人が中毒症状を起こして救急搬送などにより治療を受ける、治安の状況を示唆する事件が発生した。

### 都市圏
ニューヘイブンはニューヨーク大都市圏を形成する都市の1つであるが、同時にニューヘイブン自体が都市圏を抱えている。ニューヘイブンの都市圏はニューヘイブン郡の全域とミドルセックス郡の南部にまたがり、人口は約85万人を数える。

## 文化

### 研究・教育機関

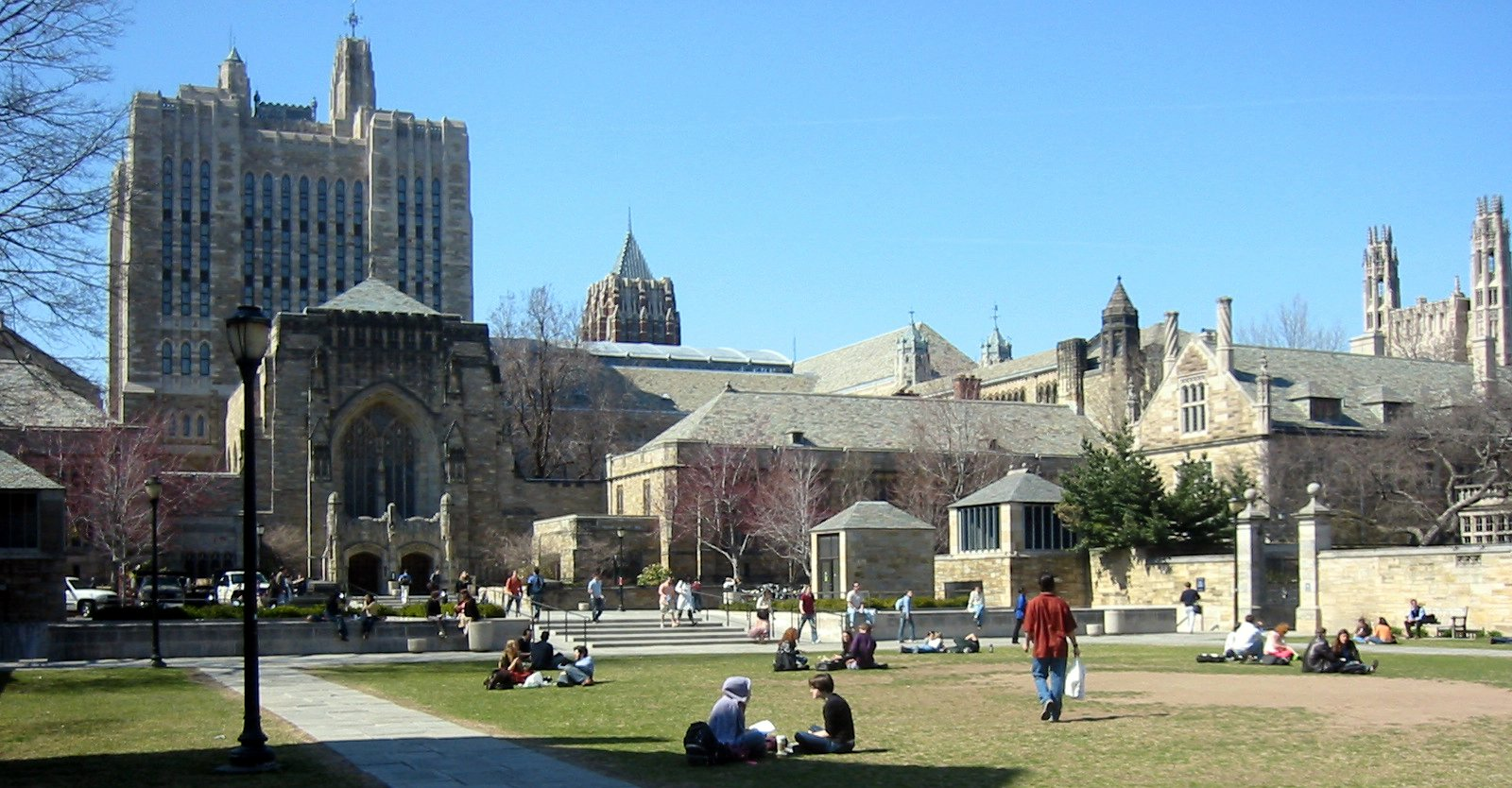
イェール大学のスターリング記念図書館

ニューヘイブンは数多くの研究・教育機関を抱え、学術都市としての知名度が特に高い。同市の名を全米に、そして世界に知らしめているのは何と言ってもイェール大学の存在である。アイビー・リーグの一角をなし、ハーバード大学、プリンストン大学とともに常に全米トップ3に入る同大学は法学・政治学の分野では右に出る者の無い存在であり、アメリカ合衆国政界に歴代大統領をはじめとする多数の人材を輩出している。一方、同大学はニューヘイブン最大の雇用主という側面も持っている。
イェール大学のほかには、以下のような大学がニューヘイブンおよびその周辺にキャンパスを構えている。
- 南コネチカット州立大学（Southern Connecticut State University） - 学生数約7,000人の中規模州立大学。
- アルバータス・マグナス大学（Albertus Magnus College） - 学生数約1,600名の小規模な私立のリベラルアーツ・カレッジ。もともと女子大学であったため、現在においても女子学生が全学生の2/3を占める。
- ニューヘイブン大学（University of New Haven） - ニューヘイブンの西に隣接するウェストヘイブン市に立地する私立総合大学。学生数約4,000人のうち、4割にあたる約1,600人が大学院生である。
- クィニピアック大学（Quinnipiac University） - ニューヘイブンの北に隣接するハムデン町に立地する。学部生数約8,500人、総学生数約14,000人を抱える私立大学で、フィジカル・セラピーの分野で特に有名である。
- ゲートウェイ・コミュニティ・カレッジ（Gateway Community College） - ロング・ワーフ地区に立地するコミュニティ・カレッジ。

また、北アメリカで2番目に長い伝統を持つ私立の中高一貫校、ホプキンス学園（Hopkins School）もニューヘイブンに校舎を構えている。

### 博物館

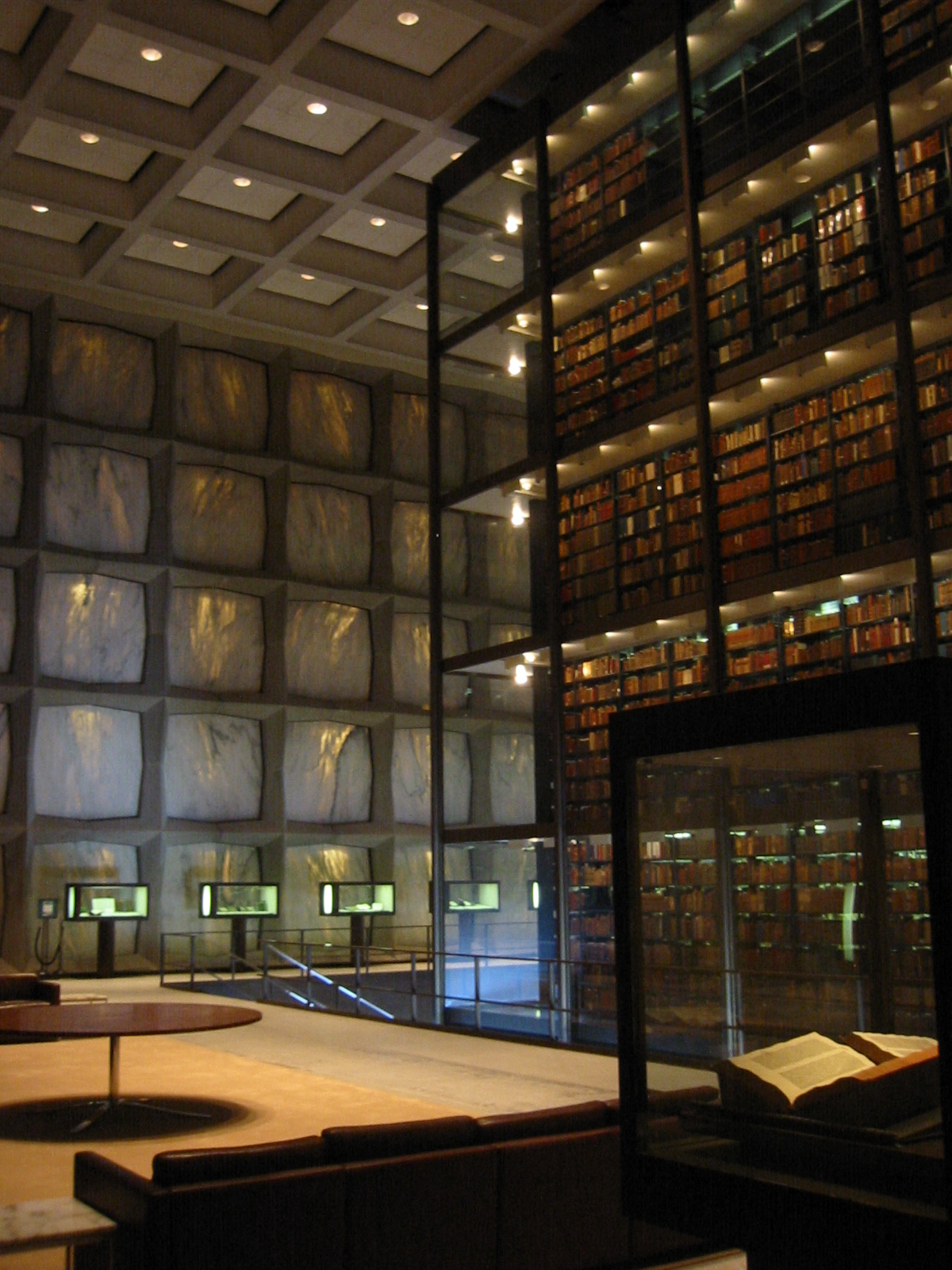
バイネキ希少書籍・原稿図書館の蔵書

イェール大学は博物館も多数有している。その中でも特に著名なものとしては、バイネキ希少書籍・原稿図書館（Beinecke Rare Book and Manuscript Library）、イェール英国芸術センター（Yale Center for British Art）、イェール大学美術館（Yale University Art Gallery）、ピーボディ自然史博物館（Peabody Museum of Natural History）が挙げられる。バイネキ希少書籍・原稿図書館はグーテンベルク聖書の初版を保存していることで知られている。イェール英国芸術センターはイギリス国外では最大の英国芸術のコレクションを有する。イェール大学美術館は1832年に開館した全米最古の美術館であり、コレクションは10万点を数える。ピーボディ自然史博物館は恐竜の展示物で著名である。
このほかには、以下のような博物館がニューヘイブンに立地する。
- コネチカット子供博物館（Connecticut Children's Museum）
- ナイツ・オブ・コロンバス博物館（Knights of Columbus Museum） - 本部の近くに建っている。
- イーライ・ホイットニー博物館（Eli Whitney Museum） - ハムデン市に立地。ホイットニーの発明品を展示している。

ニューヘイブン港にはアミスタッド号のレプリカが係留されている。夏季の期間中にはロング・ワーフ・ピアでこのレプリカ船が公開されており、奴隷制、人種差別、公民権の歴史を知らしめる博物館になっている。

### 音楽
ニューヘイブン・グリーンでは特に夏の間、無料の公開コンサートが数多く開かれる。ニューヘイブン・シンフォニー・オーケストラ（New Haven Symphony Orchestra）は毎年7月に同公園で無料のコンサートを行なっている。8月にはニューヘイブン・ジャズ祭（New Haven Jazz Festival）が開かれる。同イベントは1982年に始まり、2006年には祭りの最中に25回記念祝賀会が執り行われた。これまでデイヴ・ブルーベックやレイ・チャールズ、セリア・クルスなどが出演したこのイベントは30,000-50,000人の観客を動員し、ニューヘイブン・グリーンの収容能力ぎりぎりまで観客で埋めてきた。
イェール大学の音楽学部はキャンパス内外の様々な会場で年間数百の公演をこなし、ニューヘイブンの音楽シーンに大きな貢献をしている。
2003年に取り壊されるまでは、ニューヘイブン・コロシアム（New Haven Coliseum）はロック・コンサートのメッカであった。コロシアムではエアロスミス、グレイトフル・デッド、ブルース・スプリングスティーンなど様々なアーティストが公演を行なった。取り壊し後は、こういった公演はブリッジポートのアリーナ・アット・ハーバー・ヤード（Arena at Harbor Yard）で行なわれるようになった。

### 劇場
市内のシューバート演技芸術センター（Shubert Performing Arts Center）は、「オクラホマ!」、「回転木馬」、「南太平洋」、「王様と私」、「サウンド・オブ・ミュージック」など数々のミュージカル作品のプレミアを行なったことで知られる。また、「欲望という名の電車」のプレミアも同劇場で行なわれた。
このほか、ロングワーフ地区にもロングワーフ劇場（Long Wharf Theatre）がある。イェール大学のキャンパス内には同校の演劇学部が運営するイェール・レパートリー・シアター（Yale Repertory Theatre）、イェール大学劇場のほか、学生が運営しているイェール・キャバレー（Yale Cabaret）がある。南コネチカット州立大学はライマン演技芸術センター（Lyman Center for the Performing Arts）を抱えている。

### 食文化
ハンバーガー生みの親については諸説があるが、ニューヘイブンでルーイズ・ランチ（Louis' Lunch）というレストランを経営していたルイス・ラッセン（Louis Lassen）はそのひとりであるとされている。1895年、ラッセンはスライスした白いパン2枚に、直火で焼いた厚いパティ、スライスしたトマトと玉葱をはさんだサンドウィッチを考案し、店のメニューとして出した。同レストランは現在でも営業しており、ラッセンのオリジナルレシピを今も守り続けている。
また、ニューヘイブンはアメリカ合衆国におけるピザ発祥の地のひとつでもある。20世紀初頭にイタリアからの移民が多くニューヘイブンに住みつくようになり、その際に本国からピザが持ちこまれた。アメリカ合衆国のピザにはシカゴスタイルをはじめとしてクラスト（生地）の厚いものが多いが、ニューヘイブンのピザは本国イタリアのもの同様クラストが薄く、これを炭火、もしくは薪を用い、レンガの釜で焼いている。クラストに塗られるソースには赤いトマトソースと白いガーリックオイルの2種類がある。これにモッツァレラチーズがかかる。地元住民たちの間では、白いソースのハマグリのピザが特に好まれる。

### スポーツ

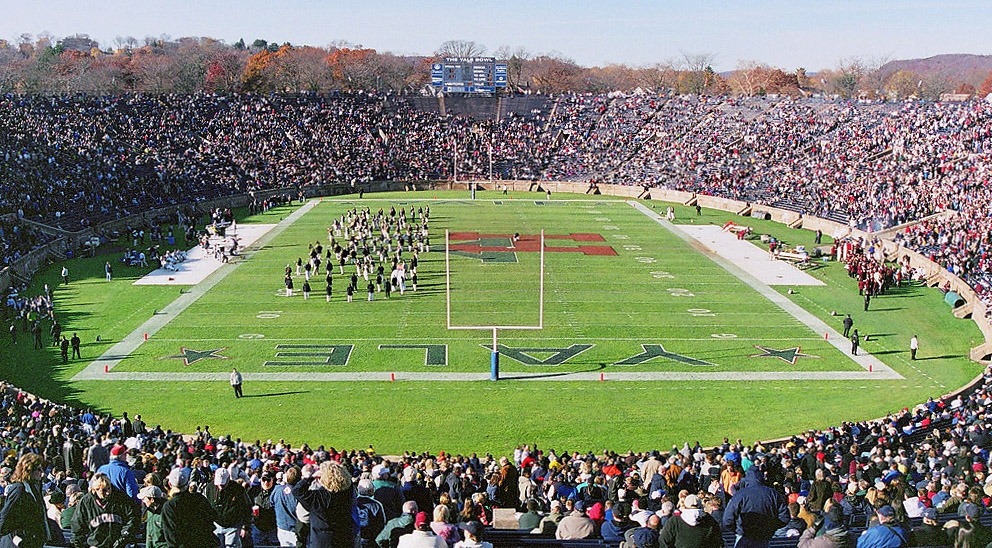
イェール・ボウルでのハーバード大学との試合。2001年

イェール大学はスポーツにおいてもニューヘイブンの中心である。毎年11月下旬にシーズン最終戦として行なわれるハーバード大学とのアメリカンフットボールの定例戦は「ザ・ゲーム」（The Game）と呼ばれる伝統の一戦である。この試合はニューヘイブンとケンブリッジとで1年ごとに交互に行なわれる。イェール大学のスタジアムであるイェール・ボウル（Yale Bowl）はニューイングランドで2番目に大きいスタジアムであるが、このThe Gameが行なわれるときには満員になる。
また、同大学内にあるコネチカット・テニス・センター（Connecticut Tennis Center）は全米オープンが開催されるフラッシング・メドウのアーサー・アッシュ・スタジアムに次いで、テニス専用のスタジアムとしては世界第2の大きさを誇る。同スタジアムでは、全米オープンの前哨戦としての性格を持つパイロット・ペン・テニスという大会が開かれる。
かつてニューヘイブンには様々なプロスポーツチームがあったが、その全てが解散、または市外へ移転しており、現在では1チームも残っていない。1972年に建設されたニューヘイブン・コロシアムではアイスホッケーをはじめとするスポーツの試合や数々のイベント、コンサート（前述）が開催されたが、2003年に取り壊され、30年の歴史に終止符を打った。取り壊しの原因としては施設の老朽化、市の財政の悪化、利用率の低迷による収支の悪化などが挙げられる。

### メディア
ニューヘイブンの代表的な新聞社は日刊紙であるニューヘイブン・レジスター（New Haven Register）である。このほかのニューヘイブンで読まれている新聞としては、週刊のニューヘイブン・アドボケイト（New Haven Advocate）やオンライン日刊新聞のニューヘイブン・インディペンデント（New Haven Independent）が挙げられる。イェール大学の学生が運営している新聞には日刊のイェール・デイリー・ニュース（Yale Daily News）や週刊のイェール・ヘラルド（Yale Herald）がある。ランパス・マガジン（Rumpus Magazine）というタブロイド誌もニューヘイブンで刊行されている。
コネチカット公営テレビ（Connecticut Public Television、Ch. 65）はニューヘイブンに放送局を置いている。同局はニューヘイブンのほか、ハートフォード（Ch. 24）、ブリッジポート（Ch. 49）、ノーウィッチ（Ch. 53）にも放送局を置いている。

### 経済その他
紺ブレなど紳士服で知られるJ.プレスは、1902年にこの地で設立された。

## 交通

### 空港
近隣の空港としては、ニューヘイブン湾の東岸にトゥウィード・ニューヘイブン空港があるが、規模が小さくジェット機は2006年1月を最後に発着していない。ニューヘイブン市民がよく利用する空港は州都ハートフォードの北郊に位置するブラッドレー国際空港である。東海岸以外への便や国際線には、ニューヨークの3空港（ケネディ国際空港、ラガーディア空港、ニューアーク国際空港）がよく利用されている。これら3空港からは車か、一旦ペンシルベニア駅へ出て鉄道でニューヘイブンへ着くことができる。

### 鉄道

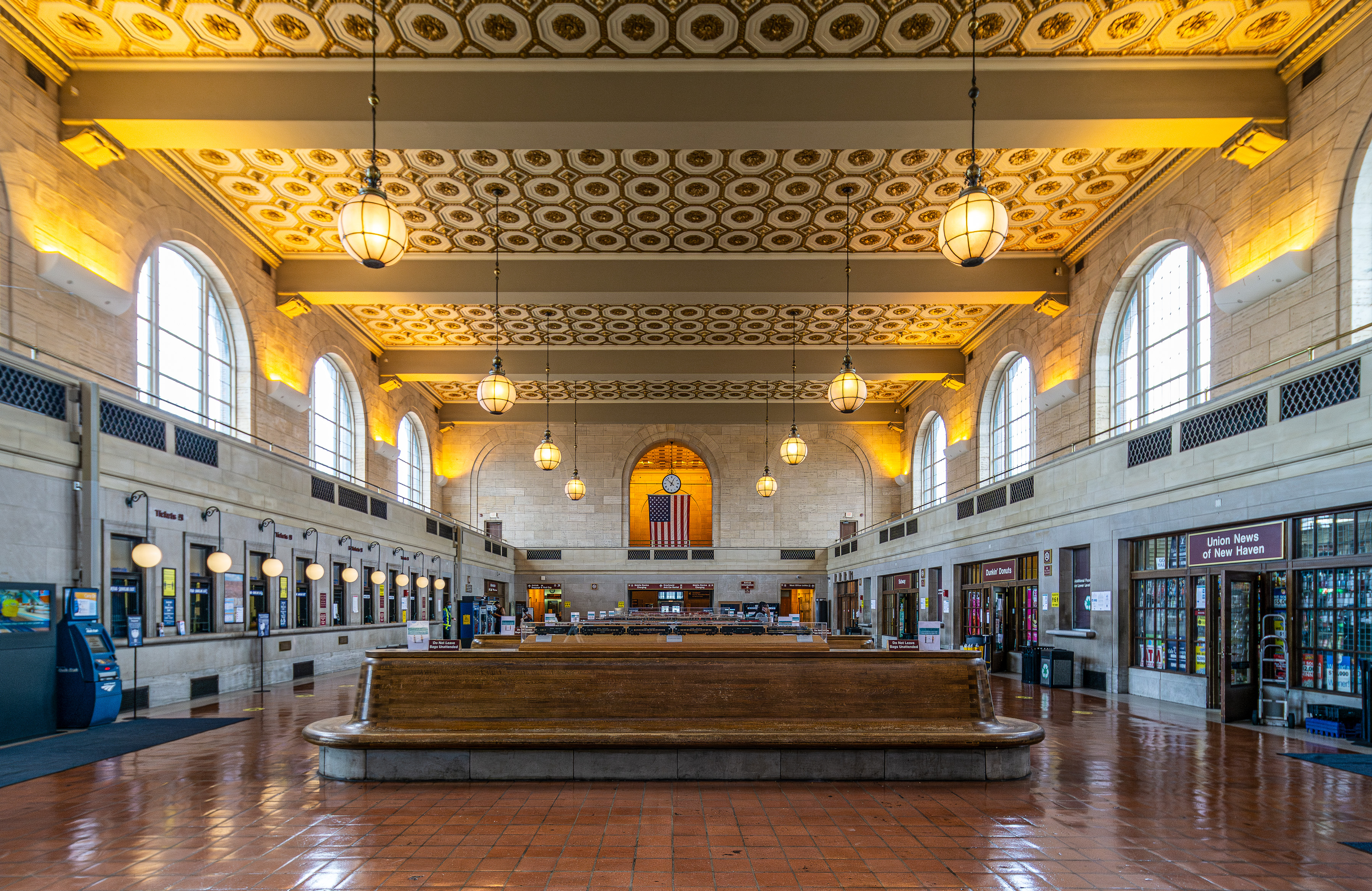
ユニオン駅 待合室

ユニオン駅はアムトラックの北東回廊上に位置し、同線の中距離列車ノースイースト・リージョナルやアセラ・エクスプレスが停車する。また、ハートフォードやスプリングフィールドを通り、バーモント州へと向かう昼行中距離列車バーモンター号が北東回廊から枝分かれし、北へと向かう起点となっている駅でもある。さらに、ユニオン駅は近郊列車のターミナルともなっている。ニューヨークの近郊列車であるメトロノース鉄道はニューヘイブンが終点となっている（ニューヘイブン線）。コネチカット州内の近郊列車、ショア・ライン・イーストはユニオン駅を起点とし、東へニューロンドンまで延びている。

### バス
地域の交通機関としてはCTトランジット(CTTRANSIT)の運営する路線バスがニューヘイブン市内及び周辺をカバーしている。CTトランジットはニューヘイブンのほかにもハートフォードやスタンフォードなど州内の数都市で路線バスを運営している。また、市が運営する電気自動車のトロリー2路線がダウンタウン内を走っており、ビジネス街やイェール大学のキャンパスを通りながら循環している。このトロリーは無料である。また、ユニオン駅はグレイハウンドのバスターミナルも兼ねており、ニューヨークとプロビデンス、ボストンとを結ぶ路線が停車する。

### 道路
ニューヘイブンでは2本の州間高速道路、I-95とI-91が合流する。I-95は大西洋岸の主要都市を結んで南北に走る幹線である。一方、I-91はニューヘイブンから北へハートフォードやスプリングフィールドを通り、バーモント州東部を縦断してカナダ国境へと至る高速道路である。これら2本の州間高速道路のほか、フリーウェイになっているコネチカット州道15号線が市の北を通っており、ニューヘイブンの環状道路・I-95のバイパス道路としての役割を果たしている。

## 人口推移
以下にニューヘイブン市における1790年から2020年までの人口推移を表で、また1850年から2020年までの人口推移をグラフで示す。
| 統計年 | 人口      |
| ------ | --------- |
| 1790年 | 4,487人   |
| 1800年 | 4,049人   |
| 1810年 | 5,772人   |
| 1820年 | 7,147人   |
| 1830年 | 10,180人  |
| 1840年 | 12,960人  |
| 1850年 | 20,345人  |
| 1860年 | 39,267人  |
| 1870年 | 50,840人  |
| 1880年 | 62,882人  |
| 1890年 | 86,045人  |
| 1900年 | 108,027人 |
| 1910年 | 133,605人 |
| 1920年 | 162,537人 |
| 1930年 | 162,665人 |
| 1940年 | 160,605人 |
| 1950年 | 164,443人 |
| 1960年 | 152,048人 |
| 1970年 | 137,707人 |
| 1980年 | 126,021人 |
| 1990年 | 130,474人 |
| 2000年 | 123,626人 |
| 2010年 | 129,779人 |
| 2020年 | 134,023人 |

## 姉妹都市
ニューヘイブンは以下の7都市と姉妹都市提携を結んでいる。
- アフラ（イスラエル）
- アマルフィ（イタリア）
- アビニョン（フランス）
- フリータウン（シエラレオネ）
- フエ（ベトナム）
- レオン（ニカラグア）
- 台中市（中華民国）

これらの都市のうちいくつかは歴史的な理由により選ばれている。例えばフリータウンはアミスタッド裁判がもとでニューヘイブンの姉妹都市となった。一方、アマルフィやアフラはニューヘイブンの民族グループを反映して姉妹都市となっている。
1990年、国際連合はニューヘイブンを「平和のメッセンジャー都市」と名付けた。

## 日本との関係

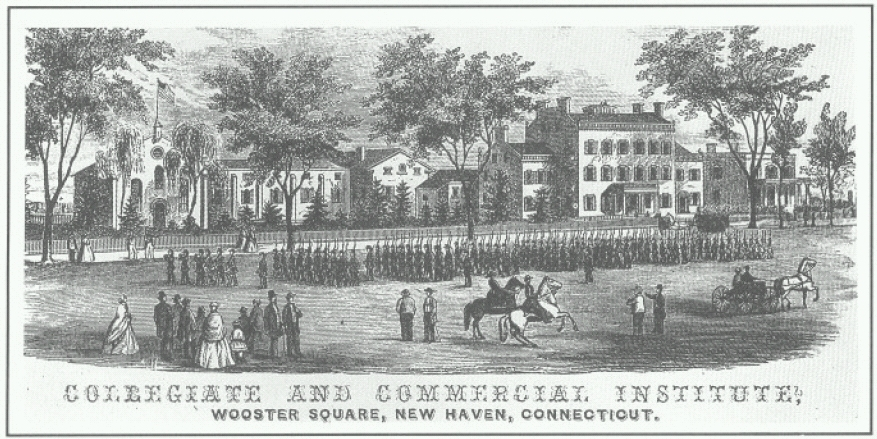
カレッジエイト・アンド・コマーシャル・インスティチュート

明治初期より多くの日本人留学生がニューヘイブンに在住しており、1870年時点で大村純雄、町田啓次郎、橋口宗儀、児玉章吉、大原令之助、湯地治右衛門、南部英麿の名がある。その後も続き、1870–80年代の20年間だけでも、山川健次郎、山川捨松、永井繁子、原六郎、岩男三郎、赤羽四郎、田尻稲次郎、津田純一、瓜生外吉、箕作佳吉、相馬永胤、鳩山和夫、松井直吉、岡部長職、中島力造、松方幸次郎、岩崎清七、大久保利武、湯浅吉郎、吉田鉄太郎、市原盛宏、原田助、樺山資英など45名が在住した。彼らは宣教師宅などに寄宿し、イェール大学、ホプキンス・グラマースクール（Hopkins Grammar School）、カレッジエイト・アンド・コマーシャル・インスティチュート（Collegiate and Commercial Institute）、私立学校アボット・スクール、ヒルハウス高校などで学んだ。